# Espátula de Ayre

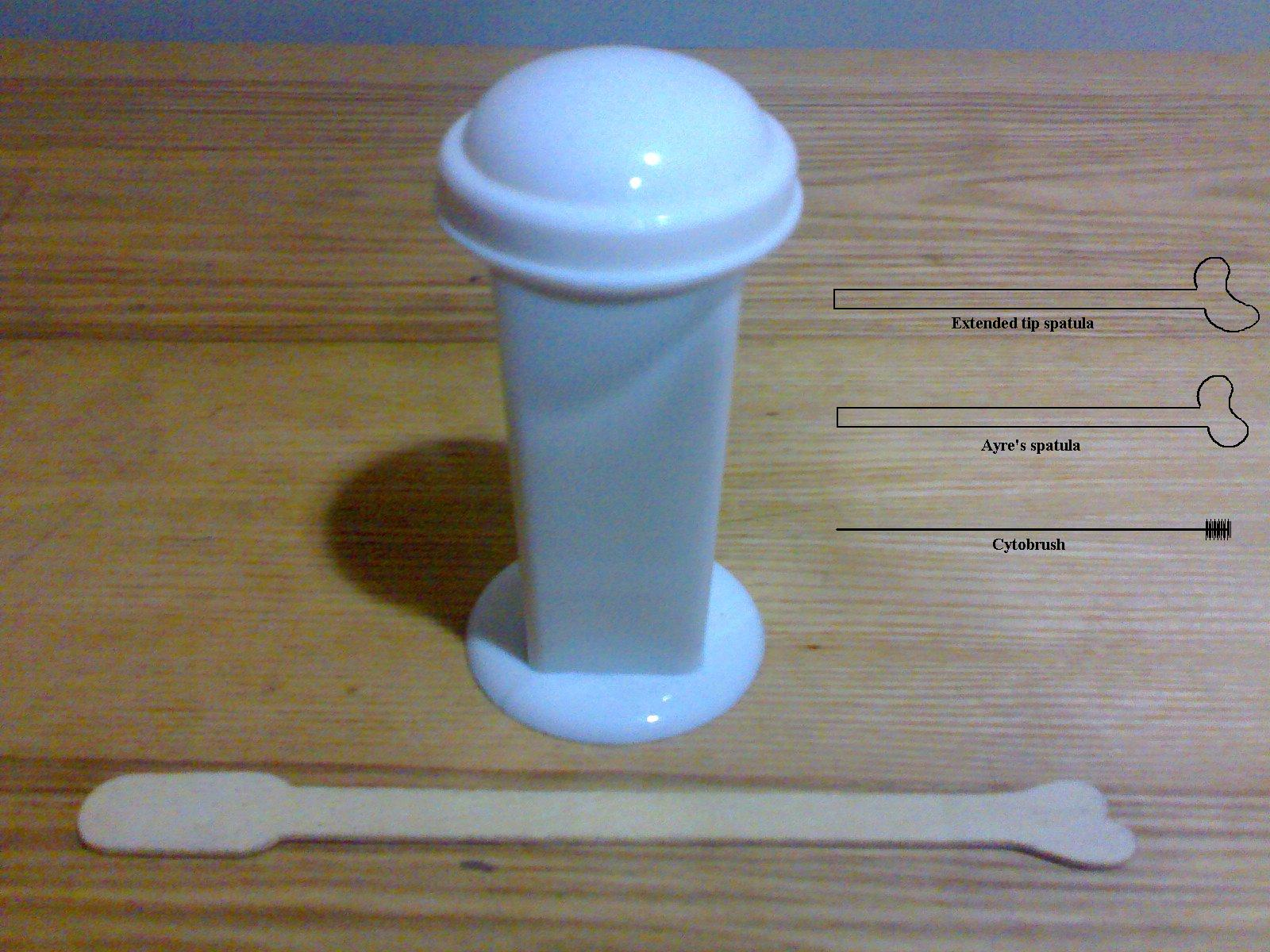

Espátula de Ayre é um instrumento utilizado para a obtenção do material cérvico-vaginal (colo do útero). O formato da espátula é ideal para a amostragem da superfície ectocervical e da porção mais inferior do canal endocervical.
Para que o material seja colhido, a extremidade mais longa da espátula deve ser introduzida no canal cervical, enquanto sua parte côncava entra em contato com a ectocervice. Com o auxílio de uma pequena pressão, o instrumento deve ser girado sobre o eixo maior de forma a realizar uma rotação completa.